# Сокольники-Мале
Сокольники-Мале (пол. Sokolniki Małe) — село в Польщі, у гміні Казьмеж Шамотульського повіту Великопольського воєводства.
Населення — 157 осіб (2011).
У 1975-1998 роках село належало до Познанського воєводства.

## Демографія
Демографічна структура станом на 31 березня 2011 року:
|          | Загалом | Допрацездатний вік | Працездатний вік | Постпрацездатний вік |
| -------- | ------- | ------------------ | ---------------- | -------------------- |
| Чоловіки | 82      | 18                 | 57               | 7                    |
| Жінки    | 75      | 17                 | 43               | 15                   |
| Разом    | 157     | 35                 | 100              | 22                   |